# Halil Savran
Halil Savran (* 20. Juni 1985 in Wiesbaden) ist ein ehemaliger deutsch-türkischer Fußballspieler.

## Karriere
In der Jugend spielte Savran für die Reinickendorfer Füchse, bevor er sich dem SV Lichtenberg 47 anschloss, für die er im Frühjahr 2004 mit 18 Jahren in der ersten Männermannschaft debütierte. In den folgenden zwei Spielzeiten entwickelte er sich in der Berliner Verbandsliga unter seinem damaligen Trainer Werner Voigt zum Stammspieler beim SV Lichtenberg 47. 2006 wechselte der Mittelstürmer zum Oberligisten Tennis Borussia Berlin. In der Saison 2007/08 wurde Savran mit 29 Treffern Torschützenkönig der Oberliga Nordost. Eigentlich hatte er 32 Treffer erzielt; da der Ligakonkurrent SV Yeşilyurt Berlin sich jedoch während der Saison aus dem Spielbetrieb zurückzog, wurden seine Treffer aus dieser Begegnung gestrichen. Währenddessen absolvierte er eine Lehre zum Bürokaufmann.
Seit der Saison 2008/09 spielte Savran für die SG Dynamo Dresden in der 3. Liga. Im Eröffnungsspiel der 3. Liga am 25. Juli 2008 erzielte er beim 1:0-Sieg der Dresdner gegen Rot-Weiß Erfurt das erste Tor in der Geschichte der neu gegründeten Spielklasse. Am 37. Spieltag der Saison 2008/09 erzielte er im Spiel gegen den SSV Jahn Regensburg seinen ersten Hattrick im Profifußball.
Zur Saison 2010/11 wechselte er ablösefrei zum 1. FC Union Berlin, wo er einen bis zum 30. Juni 2012 laufenden Vertrag unterschrieb und für die er insgesamt 29 Spiele absolvierte, in denen er zwei Tore erzielte.
Außerdem kam er in der zweiten Mannschaft der Berliner fünfmal zum Einsatz und traf dabei dreimal.
Am 6. Januar 2012 unterzeichnete er einen Vertrag bis zum 30. Juni 2014 beim Ligakonkurrenten FC Erzgebirge Aue, wo er am 5. Mai 2012 unter Trainer Rico Schmitt im Spiel gegen den Karlsruher SC sein Debüt gab.
Zur Saison 2013/14 verließ Savran den FC Erzgebirge Aue wieder und wechselte in die 3. Liga zu Hansa Rostock. Dort erhielt er einen Vertrag bis 2015, der anschließend nicht verlängert wurde.
Danach folgte ein Engagement beim Drittligakonkurrenten VfL Osnabrück. Dort wurde sein zunächst zwei Jahre laufender Vertrag 2017 um ein weiteres Jahr verlängert. Savran schoss in seinen drei Saisons beim VfL in 59 Drittliga-Einsätzen 16 Tore, musste aufgrund von Verletzungen an den Knien in seiner Zeit beim VfL jedoch mehrmals für längere Zeit pausieren. Nach dem Auslauf seines Vertrags im Sommer 2018 gab Savran das Ende seiner Karriere als Fußballspieler bekannt.

## Nach der aktiven Karriere
Im Anschluss absolvierte Savran eine zweijährige Umschulung zum Versicherungskaufmann bei einer Berliner Sportagentur.

## Erfolge
- 2014/15: Landespokalsieger (mit Hansa Rostock)[9]